# Thuy (ca sĩ)
Thuy Thi Thu Tran (sinh 29 tháng 10 năm 1991), thường được biến đến với nghệ danh Thuy hay Thủy (cách điệu bằng thuy), là một ca sĩ và nhạc sĩ người Mỹ gốc Việt hoạt động tại Los Angeles, California. Cô được biết đến rộng rãi nhờ các bài hát "Universe" đạt hơn 30 triệu lượt nghe trên các nền tảng trực tuyến và "Girls Like Me Don't Cry" vươn đến hạng 9 tại Việt Nam và lọt vào top 40 tại New Zealand.

## Tiểu sử
Thuy được sinh ra tại Stockton, California và lớn lên tại một thị trấn ở Newark, California. Cha mẹ cô đều là người tị nạn gốc Việt. Cô tốt nghiệp trường Trung học Newark Memorial và theo học ngành Khoa học Thần kinh hành vi tại Đại học California, Santa Barbara.
Thuy đã bắt đầu ca hát từ lúc còn nhỏ. Một phần thiết yếu trong hành trình sáng tác âm nhạc của cô bắt nguồn từ việc trưởng thành trong một gia đình Việt Nam coi karaoke là niềm vui giải trí chính. Tại trường trung học, cô đã tham gia vào đội hợp xướng của trường để phát triển khả năng ca hát tự nhiên của mình.

## Sự nghiệp

### 2015–2020: Theo đuổi ngành y và những khởi đầu
Phụ tá bác sĩ là mục tiêu sự nghiệp ban đầu của thuy. Sau khi tốt nghiệp đại học, cô đã nhiều lần thay đổi công việc của mình do không còn cảm thấy nhiệt huyết vào vai trò của mình trong công việc. Cô cũng đã từng  làm việc trong các lĩnh vực như nha khoa, da liễu và mắt. Cô duy trì vai trò công việc của mình vào ban ngày và bắt đầu thực hiện sở thích viết nhạc và thu âm của mình vào buổi tối . Trong thời gian đó, cô đã phát hành các video cover khác nhau trên mạng xã hội.
Năm 2015, thuy cho ra mắt ca khúc "Hands on Me". Bài hát đã nhận được sự ủng hộ rộng rãi ở tại quê nhà của cô sau khi giành chiến thắng trong cuộc thi Home Turf của KMEL 106.1 . Sau thành công của bài hát, Thuy chuyển đến Los Angeles cùng bạn trai và người bạn thời thơ ấu của mình để toàn thời gian theo đuổi sự nghiệp âm nhạc.
Năm 2017, cô ấy phát hành bài hát "All Night Long", nhưng bài hát không có nhiều sự quan tâm vào thời điểm ban đầu . Đến năm 2020, bài hát bỗng nhiên trở nên nổi tiếng trở lại sau khi một phiên bản chậm của bài hát được lan truyền trên TikTok.

### 2021:I Hope U See This
Năm 2021, Thuy đã phát hành bốn bài hát đơn trước khi ra mắt đĩa mở rộng gồm chín bài hát có tên là I Hope U See This. Dự án này được phát hành vào ngày 29 tháng 10 năm 2021 – Và cũng là ngày sinh nhật của cô. Đặc biệt, đĩa đơn này được phát hành kèm theo một video âm nhạc mà cô đã làm đồng đạo diễn với người khác. Video âm nhạc này miêu tả một phiên bản trẻ hơn của Thuy, và được diễn bởi chính em họ của cô ấy.
Sau khi phát hành I Hope U See This, Thuy đã phát hành một phiên bản cao cấp của đĩa mở rộng này và bắt đầu hành trình lưu diễn của mình. Vào tháng năm, cô bắt đầu chuyến lưu diễn đầu tiên của mình và bán hết vé chỉ trong bốn ngày.

### 2022–nay:Girls Like Me Don't Cryvà lưu diễn

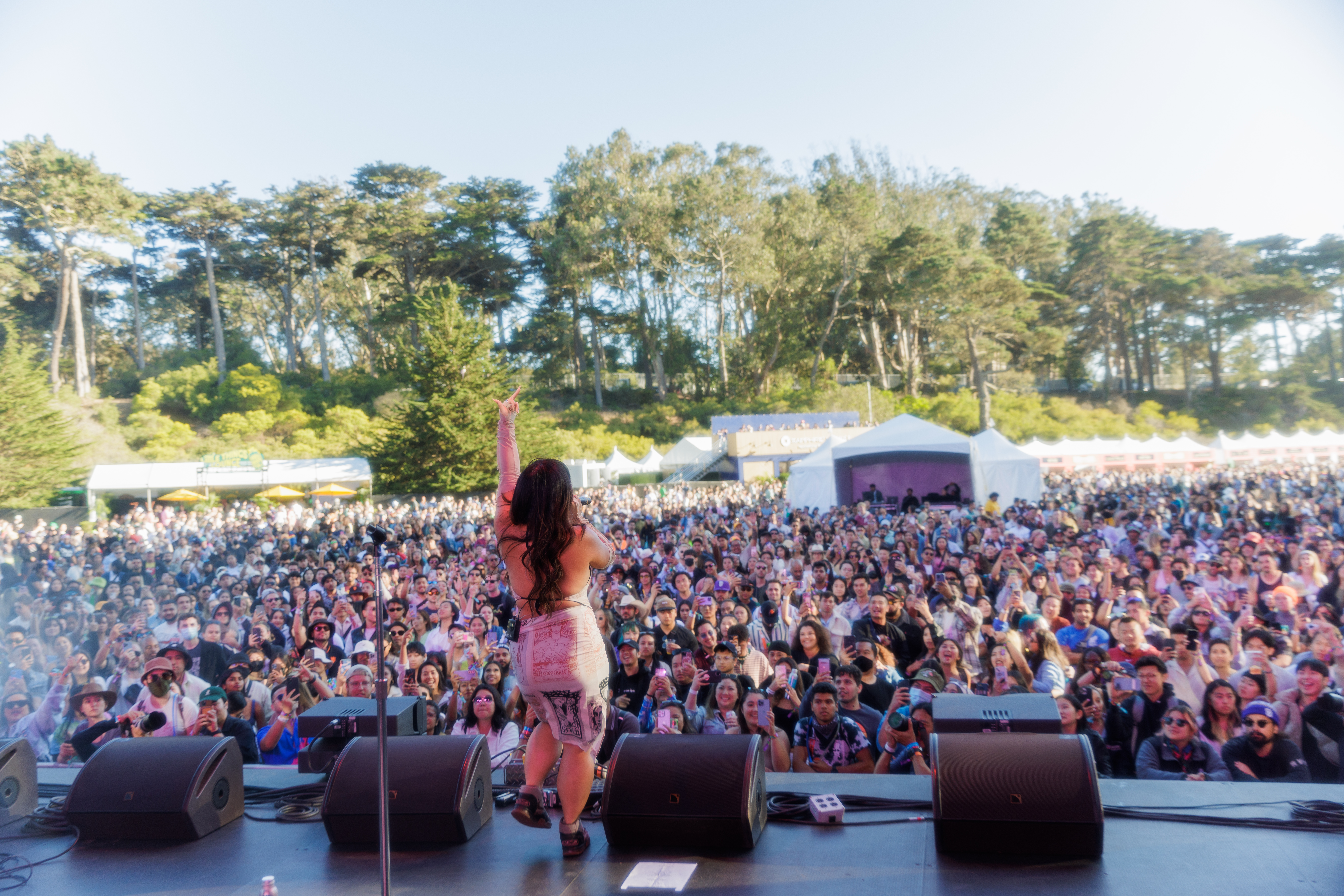
Thuy biểu diễn tại Outside Lands ở San Francisco, California.

Vào tháng tám, Thuy đã biểu diễn tại Liên hoan âm nhạc Outside Lands tại San Francisco và Head in the Clouds tại Pasadena, California.
Vào mùa thu năm 2022, Thuy đã phát hành đĩa mở rộng thứ hai của mình, mang tên Girls Like Me Don't Cry. đĩa mở rộng đã nhận được sự ủng hộ nhờ các chuyến lưu diễn trên đảo Tây Bắc Bắc Mỹ. Năm đó, Thuy được chọn là một trong những nghệ sĩ đáng quan tâm nhất của Vevo trong năm 2023.
Vào tháng ba năm 2023, cô ấy đã chào đón sự ra mắt của mình trên thị trường âm nhạc Việt Nam bằng việc phát hành một phiên bản remix của ca khúc "Girls Like Me Don't Cry" với sự tham gia của ca sĩ Min. Ngoài ra, "Girls Like Me Don't Cry" cũng đã lọt vào bảng xếp hạng Billboard Vietnam Hot 100 và đạt vị trí thứ 9, đồng thời lọt vào top 40 tại New Zealand Singles Chart.

## Nghệ thuật
Thuy lớn lên cùng với nhạc R&B và pop từ đầu những năm 1990 và 2000, cô cho biết rằng những nguồn cảm hứng âm nhạc ban đầu của cô là "Britney Spears, Mariah Carey, Brandy Norwood, Tamia, Christina Aguilera". Và bày tỏ sự ngưỡng mộ của cô đối với những người đương thời như Kehlani. Cô được tạp chí Paper mô tả là có "chất âm đặc trưng, hoài cổ – giai điệu R&B cuốn hút, những đoạn nhạc linh hoạt và khung cảnh âm thanh mộng mơ".

## Danh sách đĩa nhạc

### Đĩa mở rộng
| Tiêu đề                    | Thông tin |
| -------------------------- | --- |
| I Hope U See This          | - Phát hành: October 29, 2021 - Hãng: thuy - Định dạng: Trực tuyến, digital download Danh sách bài hát |
| I Hope U See This (Deluxe) | - Phát hành: May 24, 2022 - Hãng: Thuy - Định dạng: Trực tuyến, digital download Danh sách bài hát 1. "trippin'" 2. "Chances" 3. "In My Head" 4. "Figured U Out" 5. "In My Bag" 6. "Ride for Me" 7. "Universe" 8. "U Got Me" 9. "I Hope U See This" 10. "Distance Between Us" 11. "X's and O's (ft. DCMBR)" 12. "Inhibitions (ft. P-Lo)" 13. "Universe (remix) (ft. Christian Kuria)" 14. "In My Bag (remix) (ft. Destiny Rogers)" 15. "Universe (DTB remix)" |
| Girls Like Me Don't Cry    | - Phát hành: October 6, 2022 - Hãng: Thuy - Định dạng: Trực tuyến, digital download Danh sách bài hát 1. "u should feel special" 2. "Obsessed" 3. "Dumb Luck" 4. "Trust (ft. RINI)" 5. "Playing Tricks" 6. "Insecurities" 7. "Girls Like Me Don't Cry" |

### Đĩa đơn
| Tiêu đề                                                                             | Năm  | Vị trí | Vị trí | Album                      |
| Tiêu đề                                                                             | Năm  | VIE    | NZ     | Album                      |
| ----------------------------------------------------------------------------------- | ---- | ------ | ------ | -------------------------- |
| "Hands on Me"                                                                       | 2015 | —      | —      | Non-album singles          |
| "Ain't No One"                                                                      | 2015 | —      | —      | Non-album singles          |
| "Slide"                                                                             | 2016 | —      | —      | Non-album singles          |
| "Addicted"                                                                          | 2016 | —      | —      | Non-album singles          |
| "All Night Long"                                                                    | 2017 | —      | —      | Non-album singles          |
| "Waiting on You"                                                                    | 2017 | —      | —      | Non-album singles          |
| "Next To You"                                                                       | 2017 | —      | —      | Non-album singles          |
| "Holiday SZN"                                                                       | 2017 | —      | —      | Non-album singles          |
| "Never Yours"                                                                       | 2018 | —      | —      | Non-album singles          |
| "Options"                                                                           | 2018 | —      | —      | Non-album singles          |
| "Bad"                                                                               | 2018 | —      | —      | Non-album singles          |
| "Mood Ring"                                                                         | 2018 | —      | —      | Non-album singles          |
| "The Way"                                                                           | 2018 | —      | —      | Non-album singles          |
| "Real"                                                                              | 2018 | —      | —      | Non-album singles          |
| "Wish List"                                                                         | 2018 | —      | —      | Non-album singles          |
| "Wanted"                                                                            | 2019 | —      | —      | Non-album singles          |
| "Day Dream"                                                                         | 2019 | —      | —      | Non-album singles          |
| "Tied Down"                                                                         | 2019 | —      | —      | Non-album singles          |
| "Vapor Rub"                                                                         | 2020 | —      | —      | Non-album singles          |
| "111"                                                                               | 2021 | —      | —      | Non-album singles          |
| "Chances"                                                                           | 2021 | —      | —      | I Hope U See This          |
| "Universe"                                                                          | 2021 | —      | —      | I Hope U See This          |
| "In My Bag"                                                                         | 2021 | —      | —      | I Hope U See This          |
| "In My Head"                                                                        | 2021 | —      | —      | I Hope U See This          |
| "Snowing in LA"                                                                     | 2021 | —      | —      | Non-album single           |
| "Inhibitions"                                                                       | 2022 | —      | —      | I Hope U See This (deluxe) |
| "Trust"                                                                             | 2022 | —      | —      | Girls Like Me Don't Cry    |
| "Playing Tricks"                                                                    | 2022 | —      | —      | Girls Like Me Don't Cry    |
| "Girls Like Me Don't Cry" (solo hoặc kết hợp với Min                                | 2022 | 9      | 37     | Girls Like Me Don't Cry    |
| "—" biểu thị bản ghi không có bảng xếp hạng hoặc không được phát hành ở khu vực đó. |      |        |        |                            |

## Buổi diễn
Trình diễn chính
- I Hope U See This Tour (2021)
- Girls Like Me Don't Cry Tour (2022-2023)

Mở màn
- Ella Mai – Heart On My Sleeve Tour (2023)